# Formatie van Maurits
De Formatie van Maurits is een geologische formatie in de diepere ondergrond van Nederland en delen van de Noordzee. De formatie behoort tot de Caumer Subgroep van de Limburg Groep en (chronostratigrafisch) tot het Boven-Carboon of Silesien. Ze ligt nergens in Nederland aan het oppervlak en bevindt zich typisch op ongeveer 800 meter diepte. De Formatie van Maurits bevat veel steenkoollagen en is duidelijk op seismische profielen te herkennen. Ze is genoemd naar de steenkoolmijn Maurits bij Geleen.

## Beschrijving
De Formatie van Maurits bestaat hoofdzakelijk uit lichtgrijze kleisteen, waarin relatief veel steenkoollagen voorkomen. Plaatselijk komen ook zandsteenlagen of kleiige zandlagen voor. Er komen in de formatie enkele lagen voor waarin brakwaterfossielen zijn gevonden.
Het sterke verschil in impedantie tussen de steenkool- en zand- of kleilagen zorgt voor hoge reflectie van seismische golven in de formatie. Daardoor is de formatie in seismische profielen duidelijk herkenbaar als een sterk reflecterende laag.
De facies van de Formatie van Maurits wisselt van een (brak) estuarium tot zoete lacustriene of moerassige omgeving. Delen van de formatie zijn fluviatiel van aard. Er komt ook enige invloed van de zee voor. In andere woorden is de formatie grotendeels ontstaan op het land, in een drassige kustvlakte, in de nabijheid van de zee.

## Stratigrafie
De Formatie van Maurits heeft een ouderdom uit het Bashkirien en Moscovien. Ze is daarmee rond de 320-310 miljoen jaar oud. In de Europese naamgeving en in de mijnbouw worden lagen van deze ouderdom Westfalien C en D genoemd.
De formatie ligt onder Nederland meestal concordant op de Formatie van Ruurlo. Ten noordwesten van de kust, onder de Noordzee, ligt ze op de Klaverbank Formatie. Beide formaties zijn eveneens onderdeel van de Limburg Groep. De Formatie van Maurits heeft een normaal gesproken een dikte van rond de 300 meter. Bovenop de formatie kunnen op enkele plekken jongere lagen uit het Carboon en de Limburg Groep liggen, zoals de Formatie van Tubbergen. Vaak is dit ook niet het geval, en dan wordt de Formatie van Maurits discordant afgedekt door de Onder-Rotliegend Groep of andere lagen uit jongere perioden.
De formatie kan gecorreleerd worden met de Formaties van Flénu en Charleroi in België, de Horst-, Dorsten- en Lembeck-Formation in Duitsland, en de Westoe Coal Formation en Schooner Formation in Engeland.